# Le Tremblay-sur-Mauldre
Le Tremblay-sur-Mauldre ist eine französische Gemeinde mit 956 Einwohnern (Stand 1. Januar 2022) im Département Yvelines in der Region Île-de-France. Sie gehört zum Arrondissement Rambouillet und zum Kanton Aubergenville (bis 2015: Kanton Montfort-l’Amaury).
Die Gemeinde gehört zum Regionalen Naturpark Haute Vallée de Chevreuse. Nachbargemeinden von Le Tremblay-sur-Mauldre sind Neauphle-le-Vieux im Norden, Jouars-Pontchartrain im Osten, Saint-Rémy-l’Honoré im Süden, Bazoches-sur-Guyonne im Westen und Mareil-le-Guyon im Nordwesten.

## Bevölkerungsentwicklung
| Jahr      | 1962 | 1968 | 1975 | 1982 | 1990 | 1999 | 2008 | 2015 |
| Einwohner | 355  | 353  | 476  | 625  | 668  | 813  | 971  | 928  |

## Sehenswürdigkeiten
Siehe auch: Liste der Monuments historiques in Le Tremblay-sur-Mauldre
- Kirche Saint-Leu-Saint-Gilles (13. Jahrhundert, wiederaufgebaut im 19. Jahrhundert)
- Schloss Le Tremblay (Monument historique)

## Persönlichkeiten
- Ambroise Vollard (1865–1939), Kunsthändler, besaß ein Haus in Le Tremblay
- Francis Picabia (1879–1953), Maler und Schriftsteller, lebte 1922–1924 in Le Tremblay
- Pablo Picasso (1881–1973), spanischer Maler, Grafiker und Bildhauer, lebte um 1937 in Le Tremblay
- Blaise Cendrars (1887–1961), Schweizer Schriftsteller, besaß ab 1918 ein Haus in Le Tremblay und ist auf dem örtlichen Friedhof bestattet